# Richard Bohringer
Richard Bohringer, född 16 januari 1942 i Moulins, Allier, är en fransk skådespelare, filmregissör och manusförfattare.

## Utmärkelser
Bohringer har bland annat vunnit Césarpriset för bästa manliga huvudroll 1988 för En sommar för livet.

## Filmografi i urval
- 1972 – Beau masque (manus)
- 1977 – Har du sett på fan! (roll)
- 1980 – Sista tåget (roll)
- 1981 – Diva - dödligt intermezzo (roll)
- 1985 – Subway (roll)
- 1987 – En sommar för livet (roll)
- 1989 – Kocken, tjuven, hans fru och hennes älskare (roll)
- 1993 – Tango (roll)
- 2003 – Virus i paradiset (TV-serie) (roll)
- 2006 – C'est beau une ville la nuit (manus, regi, roll)